# デュラララ!!
『デュラララ!!』 (DURARARA!!) は、成田良悟による日本のライトノベルおよびそれを原作としたメディアミックス作品。イラストはヤスダスズヒトが担当している。電撃文庫（メディアワークス→アスキー・メディアワークス→KADOKAWA）より2004年4月から刊行されている。

## 概要
東京・池袋を舞台にした群像劇。高校生、オカルト、カラーギャングを中心とした物語でもある。
『月刊Gファンタジー』（スクウェア・エニックス）2009年7月号（5月号にプレビュー版掲載）から2011年5月号まで茶鳥木明代によるコミカライズが連載された。
2022年1月時点でシリーズ累計発行部数は560万部を記録している。『このライトノベルがすごい！』作品部門では2011年版で9位、2013年版で7位を獲得している。
2009年7月にテレビアニメ化が決定し、2010年1月から6月にかけて放送された。さらに2010年9月22日にはゲームが発売されている。
テレビアニメ2期は2014年3月に制作発表され、2015年1月より3月に『デュラララ!!×2 承』が、2015年7月より9月に『デュラララ!!×2 転』が、2016年1月より3月に『デュラララ!!×2 結』が放送された。
13巻において竜ヶ峰帝人達の物語を描いた第一部が完結となり、2014年4月から続編である『デュラララ!!SH』（以下『SH』）シリーズが刊行された。同シリーズについても本項で合わせて解説する。
本作の特徴としてチャットルームでの会話が文章に挟まれており、当時の若者同士のネット交流が再現されている。

## あらすじ

### デュラララ!!
舞台は東京・池袋。都会の非日常に憧れる少年・竜ヶ峰帝人は、幼馴染の紀田正臣に誘われて、来良学園に入学するために上京する。
帝人は上京した初日に、都会で都市伝説と噂される「首なしライダー」を目撃する。帝人は、そこで思いもしない数々の非日常に巻き込まれてゆくと同時に、「首なしライダー」を含む様々な人物が事件に関わっていくことになる。

### デュラララ!!SH
ダラーズの終焉から1年半。池袋は今、新たな風を迎え入れようとしていた。
首無しライダーに憧れて上京してきた『化け物』扱いされている少年・三頭池八尋、首無しライダーの存在を金に変えようと目論む・琴南久音、首無しライダーを取材して行方不明になった姉を持つ・辰神姫香。それぞれの思いを持った3人が来良学園に入学し出会い、非日常は再び始まる。

## 登場人物
アニメ版の声優も併記する。

### 主要人物
セルティ・ストゥルルソン
声 - 沢城みゆき
本作の主人公。「首なしライダー」と呼ばれる、池袋の生きた都市伝説「ダラーズ」の一員にして、その創始者を知る数少ない一人。静雄とは仲が良く、「首」を巡る事件と斬り裂き魔事件以来、帝人や杏里とも友人関係を築いている。
その正体はデュラハンと呼ばれる欧州（アイルランド）の妖精の一種で、性別は女性。服装から男性と誤解されるが、モデルのようなスタイルを持つ。肉体部分は、傷や怪我はすぐに回復し、臓器はあるが機能はなしない。動く人体模型と称される。特異な身体的特徴から一部を除く周りの人には化け物扱いされる。かなり常識外れなその存在に反して、極めて常識的な性格。また、お人よしで面倒見がいい一面もある。首が無いため喋ることは一切できないが、視覚や聴覚は人間と同様にあり、PDAやノートパソコンを利用して、タイピングにより会話が出来る。
アイルランド時代は映画『スリーピー・ホロウ』の首なし騎士を思わせる風貌だったが、鎧を漆黒のライダースーツに変え、愛馬である首無し馬コシュタ・バワーの『シューター』と馬車に憑依させておいた使い魔を黒いバイクに変化させている。無音の漆黒バイクは重力にとらわれず、壁すらも走ることができる。
質量を持った影を生み出すことができ、それを自在に操ってライダースーツや普段着や財布、大鎌等、様々な物を創り出すことができる。大鎌は使いにくいと分かってはいるが自然となじんでしまった。鎌の形状にしたのは、新羅に「その方が売れるから」と勧められたため。
アイルランドで自分の頭部のを盗まれて記憶を失い、日本に手がかりを求めて密航。その時たまたま岸谷親子を出会い、解剖される代わりに日本での仕事と住居を提供され池袋に20年首を探していた。
新羅とは好意を受け続けたが首が求めるセルティと首なしの体を愛する新羅と隔たりがあり断り続けたが、張間美香の一件で愛を認めて、付き合い同棲しており、彼には一人の女性として愛されている。その後はバカップルとして作中でよくいちゃつき、失敗した際に新羅に甘え、肉体関係もある模様である。
最後に探していた首が戻り、今までの池袋の一連の事件を引き金は自分にあるとして池袋を去ろうとするが、新羅の決死の説得で引き止められ、「首なしの自分」として生きることを選ぶ。
竜ヶ峰帝人（りゅうがみね みかど）
声 - 豊永利行 / 幼少時代 - 種﨑敦美
第一部の狂言回し的存在。一見平凡な男子高校生で、普段は内向的な性格だが、それゆえ非日常の刺激に対して渇望とも言える深い欲求を抱いている。危機的状況下に際して無意識に笑みを浮かべることが多い。
16になるまで生まれ故郷から外に出たことがなく、正臣に誘われ、高校進学を機に池袋に引っ越してきた。両親は金銭面的に反対していたが、「生活費は自分で稼ぐから」と説き伏せて一人暮らしを敢行、ネットでアルバイトをして生活費を捻出している。また、同級生の杏里に強い好意を抱いている。ハッキング技術や特定能力など情報面でに強い力がある。
「ダラーズ」の創始者達のうちの一人で、他の創立メンバーが現実に存在し始めた「ダラーズ」を恐れて次々脱退する中で唯一最後まで残り、組織を管理し続けた。彼がダラーズの創始者であることを知る者はセルティ、臨也を始め数名しかいなかったが、徐々に増え始めている。
「ダラーズ」の評判がどんどん悪くなることを嫌い、青葉の策略に乗る形でダラーズの粛清に乗り出し、池袋中を巻き込む騒動に発展する。最終的に粟楠会会長の自宅に銃弾を撃ち、ダラーズの解散を目論み、自殺をしようとするが、セルティと正臣に阻止される帰り道に那須島隆志に刺され、病院で目を覚ましたところで物語は終わる。
園原杏里（そのはら あんり）
声 - 花澤香菜
帝人のクラスメイト。色白で眼鏡をかけた地味な風貌だが、どこか浮世離れした美少女で、来良学園でベスト3に入る巨乳であるため、ダラーズの掲示板で「胸の大きい」と書かれただけで帝人は特定した。。加えて成績優秀で体育も含め通知票はオール10だが、料理は全く出来ない。両親は死亡している。
大人しくあまり自己主張しない性格のため、同級生からイジメを受けることがある。幼少の頃より父親から虐待を受けていたことから、精神のバランスを保つために、自分の見る世界とその出来事を額縁の中のものとして徹底して客観的に認識するようになった。同時に様々なものが欠け、人を愛することもできなくなった。ただし人間関係が広がり始めて以降、帝人や正臣、美香など額縁の手前にいる“例外”と関わる際には客観的な捉え方が出来なくなり、そうした彼らとの関係を大切にしている。本人はこうした他人に依存する生き方を寄生と捉え、他の事柄とも併せて、自身を「寄生虫」と揶揄している。
5年前、父に絞殺されかけた際、当時の「斬り裂き魔」であった母・園原沙也香（そのはら さやか）が父を殺して自らも自殺した後、残された妖刀「罪歌」をその身に宿しており、戦闘能力は高い。
来良学園で竜ヶ峰帝人、紀田正臣と親友になるが、罪歌の秘密を隠し続ける。帝人がダラーズ、正臣が黄巾賊のリーダーであることを知らず、抗争に巻き込まれる。黄巾賊事件で、罪歌の力を使い暴走族や不良を制圧。戦闘能力を発揮する。その際に臨也に罪歌の秘密を見抜かれ、利用されそうになるが、心理戦を通じて精神的な成長を見せる。
罪歌を「自分の一部」として受け入れ、子罪歌を操る能力を駆使して仲間を守る。自己受容が進み、罪歌を平和的に使う方法を模索し池袋の混乱を収束させる鍵となる。最終的に以前の三人の関係に戻った。
紀田正臣（きだ まさおみ）
声 - 宮野真守 / 幼少時代 - 広橋涼
帝人の幼馴染で親友。小学校時に池袋へ引っ越すが、その後もチャットを通じて帝人と交流が続いており、池袋での刺激的な日々についてよく話しており、高校進学時に彼を来良学園に誘った。
幼さの残る顔立ちながらも爬虫類のような目に茶髪でピアス、銀のブレスレットといかにも都会の高校生といった相貌。筋肉質で喧嘩がかなり強い。見かけ通りの軽い性格でナンパ好き。女性を見ればすぐに告白して口説き、寒いギャグを連発する。
中学時代に、カラーギャング「黄巾賊」を結成した元リーダー（将軍）。過去に「ブルースクウェア」との抗争に於いて恋人・沙樹が人質にとられた挙句、彼女をリンチから救出できなかった自分を責め、自虐的に「黄巾賊」を抜け、沙樹とも別れた。事件に裏で関係していた臨也を嫌悪しており、帝人が彼に関わることを良く思っていない。
ダラーズとの抗争により「黄巾賊」を復活させるが、黄巾賊が暴走し始める。門田や杏里のおかげで解決するも、来良学園を退学。沙樹と復縁。そのあと、折原のパシリで生計を立てる。
帝人が暴走したことで、再び「黄巾賊」を復活させ、帝人を止めるために行動する。
腕っぷしはそれなりで複数人のギャングや六条と互角に張り合う。
岸谷新羅（きしたに しんら）
声 - 福山潤 / 幼少時代 - 悠木碧（第1期第4話）、伊瀬茉莉也（第1期第7話）
池袋に居を構える闇医者（もぐりの医者）。セルティと同棲している。眼鏡を着用し、白衣姿でインドア派。住むマンションの真下の部屋には「相模原」という人物が住む。年齢は24歳。
冗談好きな性格で、四文字熟語を多用する癖があり、「僕」「俺」「私」の3種類の一人称を不規則に使う。解剖をすると嬉しそうに笑うなど、父である森厳も認めるほど変質的な性癖をしている。容貌は父の若いころに似ているらしい。情報通であり事件のまとめ役をすることも多い。
セルティとは新羅が幼少の頃からの付き合いであり、「首なし獣人」の彼女を深く愛する真の理解者。セルティの胸中を察し、正確な会話を成り立たせる。セルティに恋心を抱き成長した結果、人類には興味を持たない（臨也曰く「人類無関心」）。ただし、杏里を始めとした一部の人間に対しては、セルティの友人は己の友人という認識のもと真摯に相談役にまわることもある。
学生時代の静雄と臨也の同窓生で、二人の間を取り持つ立場であった。本人曰く、臨也と静雄くらいしか友達がおらず、交友関係は少ない。先述した「人類無関心」のスタンスは、臨也の人格形成に最も影響を与えており、また、臨也の唯一の友人でもある。
物語序盤は顔を求めるセルティと体をのみ愛する新羅で仲違いしていた。美香を整形したり協力することを咎められたが、それも愛だと告白してセルティと交際する。その後はコスプレするなど関係は良好。
鯨木にキスをされて、誘拐されるる。最後に首が戻るセルティが池袋を去ろうとするが、静雄に飛ばされるという決死の説得では、彼女を引き止める。
折原臨也（おりはら いざや）
声 - 神谷浩史
新宿を拠点に活動する有力な情報屋。本編の多くの事件の黒幕的存在。眉目秀麗という言葉を具現化したような痩身の美青年。頭脳労働専門だが、護身用の折りたたみ式ナイフを持ち歩いており、格闘家や静雄の攻撃をよけるパルクールなどの運動神経はかなりのもの。「人間」に対して歪んだ愛と哲学を持ち、陰で暗躍することが多い。「（静雄以外の）人間全員を平等に愛しており、人間観察が趣味」と公言する。強烈な性格の双子の妹がおり、静雄の次に苦手としている。作者いわく、喧嘩をすると妹に負けるらしい。
人間全てを愛しているが唯一例外として、駆け引きや理屈も通じない静雄は嫌悪しており、学生時代から犬猿の仲で、会うたびに殺し合いをしている。杏里を含め人外に当たる存在も同様に敵視し、痛烈な皮肉や嘲笑を浴びせかけることも多い。ただしセルティに対しては化物でありながら、例外的に敵意も好意も持っていない。新羅は世間基準の唯一友人といえる存在であり、臨也自身も彼のことを「一番の親友」と称している。
物語初期では、ダラーズや黄巾賊といった非公式の組織の内部対立を利用し、構成員に偽情報を流すことで両勢力の衝突を意図的に誘発。特に、紀田正臣を精神的に追い詰め、抗争の中心へと巻き込む役割を果たした。
首なしライダーことセルティとは旧知の仲であり、彼女の首に関する情報を握っている。臨也はその情報を武器に、セルティをも翻弄する一方、彼女の行動にも深い興味を示している。
矢霧波江や矢霧誠二との関係も深く、セルティの首に関する実験において情報提供や裏取引を行っている。波江の暴走や誠二と美香の奇妙な関係においても、裏で火種を撒いていたのは臨也である。最終的にセルティの首を確保することになる。
第2期以降では、六条千景を利用してかつての黄巾賊の残党を再び動かし、正臣を再び池袋の混乱へと引き戻すよう仕向ける。、竜ヶ峰帝人の変質にも関心を示し、帝人の内面に潜む狂気を引き出すために周囲の環境を巧妙に操作し、池袋全体を巻き込む事件に発展させる。その際に澱切陣内にナイフで刺され、無理やり退院し、黄根とスローンと徒橋と矢霧波江と写楽美影と間宮愛海と贄川春奈と泉井蘭を使い、池袋を混乱に貶める。一連の行動を静雄に激怒され殺されかけるも、半殺しですまさせる。
オセロ、将棋、チェス、トランプを利用した独自のゲームを行っている。
名前の由来は聖書の預言者イザヤと「望む者」という意図を掛けたもの。
『このライトノベルがすごい！』男性キャラクター部門では2007年版で4位を獲得している。
平和島静雄（へいわじま しずお）
声 - 小野大輔 / 幼少時代 - 大原桃子
常時バーテン服にサングラスがトレードマークの金髪の青年。「池袋最強の男」「絶対に喧嘩を売ってはいけない人間」「池袋の自動喧嘩人形」と呼ばれ数多の伝説を持ち、“池袋で絶対に敵に回してはいけない人間”として、彼を知るあらゆる人物・勢力から恐れられている。
普段は物静かな性格だが、極端に短気・神経質で、一度怒ると自分の力を抑えられない。幼い頃、弟と喧嘩をした際に己の異常性を知って以後、その気性と力ゆえに数多くの問題行動を起こし、周囲から恐れられ孤立するようになった。自身の性格と暴力的な言動が原因で職を転々としており、現在は田中トムと共にテレクラなどの借金の取立人をやっている。
筋力のリミッターが存在しない生来の特異体質であり、子供の頃から重量の家具を振り回すなどの怪力で骨折、脱臼を繰り返すことで体が強化され、人間でありながら人外の存在すらも恐怖するほどの怪物そのものの圧倒的な力と強さを持ち、自販機や街灯、ガードレールなどを片手で容易くひっこ抜いて投げ飛ばし、車をサッカーボールのように蹴り転がす。肉体面も銃弾は刃物にも耐えれるようになった。
短気な性格と生意気な態度で不良に絡まれるが、本人は静かに暮らしたい。また、好きだったパン屋の女性がチンピラに絡まれている場面を見て、キレてしまい、その女性ともども傷つけてしまいトラウマになっている。この経験から女性には優しく接する。
弟の関係は良好で、自慢の弟である。弟のことを話題に出すと非常に怒る。
おしゃべりで理屈をこねる人種が大嫌いで、その筆頭である臨也とは学生時代から犬猿の仲。新羅とは小学校からの幼馴染。首がないのでしゃべらないため静雄を怒らせることのないセルティとは親友同士。
田中トムとは中学時代に様々な金髪にするなどのアドバイスして、尊敬している。
罪歌事件は多くに罪歌の子に襲われる。黄巾賊事件際にはダラーズのメンバーと銃弾を撃たれるなど巻き込まれる。そのことは後に紀田に謝罪されデコピンで許している。
ダラーズのチームでの借りを返そうとに池袋に来た六条千景と交戦。千景の強さと不気味さにも臆せず、持ち前の怪力で圧倒する。その後、策略で警察に拘留されるが脱獄、セルティを助けるために動くする。一連の事件の黒幕を臨也が黒幕として殺害を決意する。だが、ヴァローナに止められて半殺しで済ませる。
『このライトノベルがすごい！』男性キャラクター部門では2006年版で5位、2007年版で4位、2011年版で10位を獲得している。

#### SH
三頭池八尋（みずち やひろ）
『SH』から登場した同シリーズにおいての中核人物。ダラーズ終焉から一年半後の池袋に、秋田県からやってきた来良学園の新入生の臆病な少年。“人一倍臆病であったために”恐怖に対する感覚が鋭敏という才能と、生来“相手を仕留める『センス』”を持つ。
性格は温和で、地元での経験から人との関わり方は積極的ではないが、人見知りではなく同級生とのコミュニケーションもこなせる。ただし、友人関係への思考や暴力沙汰については一般常識からズレている事も多く、一般的な感覚では空気を読めない事も多い。喧嘩の実力はシリーズ中最強格で、平和島静雄と素手喧嘩でタイマンを張った際には敗れはしたものの、静雄から「ダウンを取る」「包帯で腕を吊るす程のダメージを与える」「顔にアザを作る」等、これまで誰も成しえなかった戦果を上げてしまった事で、一夜にして池袋の有名人となってしまう。
友人達が巻き込まれた事件の解決のため、セルティから身元隠しのための影マスクとマントを授けられ、その実力を華々しく見せつける戦いを見せた事で、「首無しライダーの後継者」として注目される事となった。その場に居合わせた嬰麗貝によって「蛇手 (Snake Hands)」と名付けられた。
琴南久音（ことなみ くおん）
『SH』から登場。来良学園の新入生の刈り上げた一部の髪以外を緑色に染め上げ、派手なピアスを付けた少年。「ブルースクウェア」の一員で青葉曰く、何でも屋みたいなものでありとあらゆる金を稼ぐルートを知っている。静雄や舞流は「臨也の同類」の暗躍主義と捉えたが、久音本人は臨也と異なり“人間を嫌っている”と発言している。両親がおらず、かつて実姉の望美と共に引き取られた家で壮絶な虐待にあっていた際に、折原臨也によって救われた経緯がある。
辰神姫香（たつがみ ひめか）
『SH』から登場。来良学園の新入生で、スラリとしたフォルムで化粧っ気が薄い黒髪の目を引く美少女。妹と姉が『首無しライダー』を追った末に行方不明となったことから『首無しライダー』を憎んでいる。そのため、首無しライダーに興味を示す八尋に親切心で警告を行う。
子供の頃から桁外れに強い精神力を持っており、感情表現が少ないという特徴を持つ。正確には「喜怒哀楽はあるが、自身の感情を揺さぶる事柄への耐性が強すぎる」というもの。それ故に家族から見放された経緯がある。

### 来良学園
矢霧誠二（やぎり せいじ）
声 - 堀江一眞
6月13日生まれ。
矢霧製薬社長の甥。長身。帝人のクラスメイトで、友人でもある。唯一心を開ける家族に姉の波江がおり、彼女から姉弟愛以上の男女として愛を向けられているが、本人はそれを家族愛だと勘違いしており、自分を溺愛してくる姉をやや煙たがっている。
波江を通じてセルティの「首」に出会って以降、「首」に狂的な恋愛感情を抱く。美香からストーカー的な好意を寄せられて鬱陶しがり辟易していたが、「首」を巡る事件を経て、本物とセルティと美香を見間違えたことから、自分の気持ちを確かなものとするために美香と付き合うことになる。以後、美香と共に「ダラーズ」の一員となっている。
セルティの「首」に関わると周りが一切見えなくなり、静雄の足を刺すなど異常な行動を取りもするが、それ以外ではまともな人格を持つ。チンピラに絡まれていた美香と杏里を助け、中々杏里に告白をしようとしない帝人を気にかけるなど、友人思いで男気ある面もある。
終盤になると、セルティの首が発見すると動揺して行動しようとする。その後、ダラーズ事件が解決すると、セルティの首を求めて、張間美香、矢霧誠二は矢霧製薬の関連で海外に移住することとなる。
張間美香（はりま みか）
声 - 伊瀬茉莉也
誠二のストーカー。杏里の中学時代からの友人。親しい相手を除くと常に敬語を話す。美少女だが、好意を寄せた相手へのストーキングする癖を持ち、盗聴器などを用いた情報収集やピッキングなどの技術に優れている。壁やフェンスなどを乗り越えて他人の家に侵入することもあり、そのおかげで身体能力も高い。一方で、魚を裁けるなどの家事もできる。
チンピラから助けてくれた誠二に惚れ、ストーカー行為を繰り返していた。誠二の部屋に忍び込んだ際に「首」を見てしまい、誠二に暴行され瀕死の重傷を負わされる。それでも想いは変わらず、波江から誠二の気持ちが「首」に向いていることを教えられ、新羅に顔を「首」そっくりに整形してもらう。その後「首」を巡る事件を経て、誠二の仮初めの恋人になる。
そうしたストーカーに関する行為以外の面ではごく普通の少女であり、誠二への病的な愛を何よりも優先してはいるが、それを除けば、基本的に他人思いで面倒見がいい性格である。今も杏里のことを親友として気にかけており、彼女とその周囲の変化を知りつつも彼女を助けられないことに内心自己嫌悪を抱えている。
姉の矢霧波江とは誠二を巡る三角関係となり、互いに嫌っている。事件が解決後はその後、ダラーズ事件が解決する矢霧誠二共に海外に移住することとなる。
黒沼青葉（くろぬま あおば）
声 - 下野紘
新入生として来良学園に入学してきた少年。九瑠璃のクラスメイト。「ダラーズ」の一員。基本的に明るく社交的な性格だが、実際には興味のない事柄にはまるで関心を示さない。帝人が「ダラーズ」の創始者であることを知っている。
実は「黄巾賊」との抗争などの果てに壊滅したカラーギャング「ブルースクウェア」の元リーダー・泉井蘭の弟であり、チームの真の創始者。兄を無能と見下し嫌悪しているが、なぜか自分が作ったチームをあえて兄に与えて運営させていたので、青葉の仲間内以外はメンバーですらもその存在を知らない。兄と名字が異なるのは、両親の離婚の際に母方の姓に変えたため。仲間と共に池袋に大騒動を起こすために、「To羅丸」襲撃など裏で様々な活動・準備を進めている。その準備を利用しようと目論む臨也のことを、同属嫌悪も相まって敵視している。しかし臨也とは対照的に彼の妹達とはいじめを救うことがきっかけで、キスされるなど仲が良く、青葉が素で接する数少ない人物。また、臨也を孤独だと感じており、自分はそうはなりたくないと考え、気のあう面々とチームを組んでいる。
竜ヶ峰帝人に近づき、彼の創設したネットギャング「ダラーズ」に興味を持つ。表向きには「後輩として慕っている」というスタンスをとるが、裏では帝人の影響力を利用しようと目論む。帝人の器の大きさと「無自覚な支配力」に興味を抱き、ダラーズの実権を握らせることで裏から操ろうとする。
自身が率いる勢力「ブルースクエア」の残党を再編成し、ダラーズ内部の派閥を形成。一方で帝人の過激化にも刺激を受け、彼を「王」として祭り上げる。
ダラーズ内で実力行使を行い始め、反対派を潰して支配を強めていく。帝人が暴走する中、青葉はその参謀役として冷静に動く。しかし帝人が制御不能な領域へ突入すると、最終的には彼と距離を置く。池袋全体が一応の落ち着きを見せる中で、赤林に牽制される。
折原九瑠璃（おりはら くるり）
声 - 金元寿子
臨也の妹。舞流の双子の姉。新入生として来良学園に入学してきた。ショートカットで豊満な体格、学園では常に体操服を身に着けているなど活発そうな外見だが、言動は物静かで暗い雰囲気を持つ。セリフは漢字一文字にルビを振る形式を取っている。一見して気弱だが、兄である臨也の影響を強く受け継いでおり、自分たちに危害を加える者には一切の容赦がない。携帯用の催涙スプレーを武器として持つ。
双子であるため、二人揃うことで完全な一人の人間になれると考えており、そのために性格も趣味嗜好も得意分野も、全て意図的に姉妹で対称となるように設定している。しかし小学校の頃にお互いの設定を整合性を無視してくじ引きで決めたため、外見と内面に激しい不一致がある。兄である臨也によると「あきれた中二病」。
学校でいじめられた際に青葉が庇ってくれたので、その御礼にキスをする。
折原舞流（おりはら まいる）
声 - 喜多村英梨
臨也の妹。九瑠璃の双子の妹。新入生として来良学園に入学してきた。眼鏡に三つ編み、細身の体に黒いセーラー服と、清楚な文学少女のような出で立ちだが、その言動は極めて明るく扇情的で、教室で平気な顔してエロ本を読む。
自称両刀だが、女性のほうが好きらしい。姉同様、敵と認識した相手には容赦がない。護身術のジムに通っており、身体能力は高い。姉妹揃って静雄の弟であるアイドル、羽島幽平の大ファンで、男性の恋人枠は彼で決定しているらしい。そのため、聖辺ルリとの熱愛はショックを受ける。静雄とも面識があり、姉妹揃って彼に懐いている。青葉に対しては、彼の本性と、彼が臨也と敵対関係にあることに感づいているが、いじめを色々助けてもらったことから嫌いではないとしてキスするるなど友好な関係にある。シスコンであり、青葉とキスをした際には「瑠璃姉と間接キス」と喜んだり、作中キスをする。
那須島隆志（なすじま たかし）
声 - うえだゆうじ
一年C組の担任の強面の男。女生徒への淫行によるセクハラの噂の絶えない男で、実際にそうした行為もしているため、生徒の大半（特に女生徒）からは一切信用されずに無視されている。トムの金融会社や、闇金からの借金や出会い系サイトの料金踏み倒しなど、倫理的・経済的に破綻した生活を送っている。また、生徒を利用して金儲けを企むなど、自己中心的な行動が目立つ。
自分に普通に接していた杏里に目をつけ、中学時代の担任である斎藤先生からの伝言を口実に接触を図る。この行動は、杏里に不信感を抱かせ、彼女の孤立感を一層強める要因となる。
過去には竜ヶ峰帝人の1学年上の女子生徒、贄川春奈と交際していたが、彼女が5年前の「斬り裂き魔事件」で罪歌の「子」と化した後、職員室で春奈に切りつけられる事件が発生。問題の発覚を恐れた那須島は、春奈を転校に追い込む。その後、本編で春奈が「リッパーナイト事件」を起こした際に偶然再会するが、春奈の異常な愛情に恐怖を感じ、パニック状態で杏里に助けを求めるも、過去の行いから拒絶される。その後、平和島静雄をナイフで襲うが返り討ちに遭い、病院送りとなる。目覚めた時には自身の問題行動が原因で教職を解雇され、さらには粟楠会の構成員に囲まれ、遠洋での強制労働を命じられて物語から一時退場する。
那須島は春奈に切られた影響で罪歌の「子」となっていたが、その支配をねじ伏せ、罪歌の「親」に成り上がる。再登場時には異形のブローカー、澱切陣内の使いとして雇われ、ビジネスに付き添う形で池袋に舞い戻る。池袋に戻ると即座に行動を開始し、自身の「子」を操ってダラーズの顔役、門田京平を轢き逃げし重体に追い込む。これにより池袋のカラーギャングは抑止力を失い、混乱に陥る。さらに、春奈の支配下にあった女性を操り、静雄に冤罪を着せて警察に勾留させ、身動きを封じる。
同時期、澱切陣内が折原臨也の暗躍により交通事故に遭うと、那須島はこれを好機と捉え、澱切の資産を横領しようと画策。澱切のスパイだった男を味方に引き込み、春奈の父・周二を操って春奈を罠にはめる。罪歌の仕組みを利用し、「子同士が切り合った場合、後から切った者に支配権が上書きされる」という法則を活用して周二の支配を自身に移し、春奈を捕らえて自身の罪歌で手駒とする。
静雄を操るために静雄の先輩、田中トムを罪歌の「子」にしようと計画。罪歌の実験を通じて「刃物を使わず爪や歯で即座に支配可能」な事実を発見し、これを利用して池袋の住民を次々に罪歌憑きに変え、街をゾンビ映画のような地獄絵図に変貌させる。この混乱の中、竜ヶ峰帝人や紀田正臣が鯨木かさねと澱切を追う情報を入手し、過去の屈辱を晴らすため帝人を支配してダラーズを掌握しようと企む。
那須島の計画は順調に進んでいるかに見えたが、徐々に綻びが生じる。池袋の60階通りで門田の見舞いに訪れていた狩沢絵理華が、赤いカラーコンタクトを着用していたため罪歌憑きに気づかれず、那須島の計画を盗み聞きする。狩沢はかさねと連絡先を交換していたため、かさねに那須島が首謀者であることを伝える。
また、春奈を支配したことで静雄に着せた冤罪が解け、静雄が釈放される。さらに、露西亜寿司にいたサイモン・ブレジネフのスタングレネード攻撃により、トムの支配に失敗。混乱した那須島は罪歌憑きに無差別攻撃を指示し、池袋はダラーズや罪歌憑きが入り乱れる混沌の場と化す。しかし、セルティ・ストゥルルソンの介入により混乱は収束し、那須島の計画は全て崩壊する。
騒動後、罪歌の影響で暴走した那須島は、帰宅中の帝人、正臣、杏里、三ヶ島沙樹に襲いかかり、杏里を庇った帝人を複数回刺して重傷を負わせる。応戦する杏里に対し、春奈が介入。実は春奈は那須島に支配されておらず、支配されたふりをしていただけだった。春奈の演技が明らかになると、那須島は過去のトラウマが再発し、恐怖で錯乱して逃亡を試みる。
路上で目の前の車を罪歌で支配して逃げようとするが、その車はワゴン車であり、助手席にいた門田が那須島を轢き逃げ犯と認識。怒りを爆発させた運転手の渡草三郎に撥ね飛ばされ、意識不明の重体となる。
かろうじて生き延びた那須島だったが、すぐに春奈に捕まり、臨也のアジトだった部屋に四肢を拘束されて監禁される。春奈は糸ノコ、ハサミ、メス、カッターなどの刃物を持ち、那須島の痛みを「上書きする」と告げる。その後の詳細は語られていないが、那須島は「死より悲惨な末路」を迎える。
滝口亮（たきぐち りょう）
声 - 岡本信彦
アニメ1期10話から登場。1年D組。趣味は作曲。その際ハーモニカを使用する
ダラーズの一員であり、ハンドルネームはタッキー。正臣が独自に行っていた「ダラーズ予想」で正臣自身が最もダラーズであると予想していた。「誰かに命令するのもされるのも好きじゃない」ようで、「なんのルールも拘束もない」という謳い文句を掲げるダラーズのことを気に入っているらしい
黄巾賊に襲撃され、ダラーズを止めようとするが、杏里を助けるなどダラーズとして動く。

### ダラーズ
門田京平（かどた きょうへい）
声 - 中村悠一
ニット帽をかぶった精悍な顔つきの青年。髪型はオールバックとなっている。アダ名は「ドタチン」。父親の十兵衛（じゅうべえ）と共にフリーの左官屋をしている。臨也、静雄、新羅の同窓生。電撃文庫の愛読者。ぶっきらぼうだが面倒見のいい性格で、自分を慕う遊馬崎、狩沢、渡草が無茶をやらかさないよう管理するのを自分の役目と考えている。狩沢曰く「お人好し」で、仲間と認めた相手はどんな人物でも助ける人柄ゆえに人望も厚く、多くの人間に慕われている。その性格のため女性からの人気が高い。帝人が街の中で接触することが最も多いダラーズのメンバーだが、帝人がダラーズのリーダーであることは知らない。
「ダラーズ」の一員。かつて「黄巾賊」と抗争状態になったカラーギャング「ブルースクウェア」の一員だったが、抗争での彼らの沙樹を誘拐する外道なやり方に怒りを感じ、遊馬崎、狩沢、渡草らを引きつれ脱退した。本人にその気はないのだが、「ダラーズ」の関係者からはチームの顔役として認知されている。洞察力や状況判断に優れており、独自の判断によってたびたび事態の収拾に一役買っている。また、本人も喧嘩慣れしており、かなりの実力者でもある。
帝人が理想とするダラーズの在り方を自然体で体現しているメンバーであり、「門田さんはダラーズの見本みたいな人」と言われている。また正臣にとっても格の違う実力とリーダー性を感じさせているなど、高校生達に与えている影響力が大きい人物である。新羅の分析では静雄がダラーズの武力的な抑止力であるのに対し、門田は精神的な抑止力であるとしていた。こういった部分を指し示し、作者が「最も少年漫画の主人公的存在」としている。
黄巾賊騒動では、暴走する黄巾賊と黒幕の正体を察知し、正臣の危機を救うため独自に動き、正臣の危機を救う。
To羅丸とダラーズの抗争の際は六条とタイマン。なんとか勝利する。その後。折原の命を受けた那須島隆志によりひき逃げされる。門田は完全には回復していない状態ながら、池袋の抗争に介入。狩沢が罪歌の危機に晒されると救出に行く、その後泉井達にワゴンを襲撃されるが、杏里たちを逃がし交戦する。事件後は怪我を負うが普段の生活に戻る。
遊馬崎ウォーカー（ゆまさき ウォーカー）
声 - 梶裕貴
二次元をこよなく愛するハーフで糸目の青年。末期の二次元好事家とまで言われる。門田と同じく電撃文庫の愛読者で、所構わず狩沢とその話をしている。オタクへのマイナスイメージを払拭するため、ファッションにも気を使っている。
「ダラーズ」の一員で、門田達と行動を共にする。フリーの氷彫刻師で、普段は一般のパーティに使われる氷彫刻を手がけているが、キャラクターものの彫刻企画が出版社関係にウケがよいらしく、遊馬崎自身もその道に期待している。本人によると「平和主義」だが、知り合いからは相当頭のおかしい人物として知られ、躊躇なく人に火をつけるなど冷酷で過激な一面も持つ。
過去では門田と共に沙樹を救出。その際に、泉井の顔を燃やして恨まれている。物語後半では門田の引き逃げの犯人を追い、泉井と交戦。狩沢が罪歌の危機に晒されると救出に行く、その後泉井達にワゴンを襲撃されるが、杏里たちを逃がし交戦する。事件後は怪我を負うが普段の生活に戻る。
『電撃学園RPG Cross of Venus』特典小説では主役として登場。
狩沢絵理華（かりさわ えりか）
声 - 高垣彩陽
遊馬崎の相方の女性。彼同様の末期のオタクかつ腐女子であり、電撃文庫の愛読者。遊馬崎と共によくオタクグッズや電撃文庫を買い漁っている。女性キャラのコスプレを趣味にする弟のカオルがいる。
「ダラーズ」の一員で、門田達と行動を共にする。自分で彫金したアクセサリーなどをネットで販売して収入を得ている。普段は遊馬崎同様明るく人当たりもよいが、買い漁った電撃文庫の内容に合わせて目をえぐり取るなどの拷問を行うなど、きわめて冷酷で過激な面も持ち合わせている。
女性陣とは仲が良く、杏里や鯨木をコスプレに誘うなどしている。ちなみにバイセクシャルを自称しており、杏里のことも好きらしい。
沙樹の救出にも参加している。門田のひき逃げの際には報復を考えていた。池袋を歩いていると、罪歌の危機に晒されるがコスプレ用の赤いカラーコンタクトレンズを使用して難を逃れ、門田達に救出にされる。その後泉井達にワゴンを襲撃されるが、杏里たちを逃がし交戦する。事件後は怪我を負うが普段の生活に戻る。
渡草三郎（とぐさ さぶろう）
声 - 寺島拓篤
門田らの移動に使われているワゴンの所有者で、専ら運転役。聖辺ルリの熱狂的ファンであり、彼女のこととなると遊馬崎・狩沢すら圧倒するほどのオタクと化す。「ダラーズ」の一員で、ダラーズ内でも聖辺ルリのファンコミュニティの中心人物として活動している。
兄と姉、妹がいる。親から継いだアパートの家賃収入で暮らしており、兄が経理と法務、姉が管理を行っている。本人は家賃の取り立てやトラブルを担当すると語るが、それ以外はニート同然。
聖辺ルリの熱愛報道にショックを受け、ストーカー被害は激しく怒った。
門田のひき逃げの際には報復をしようと犯人探しに没頭。狩沢が罪歌の危機に晒されると救出に行く、その後泉井達にワゴンを襲撃されるが、杏里たちを逃がし交戦する。事件後は怪我を負うが普段の生活に戻る。
九十九屋真一（つくもや しんいち）
「池袋、逆襲」などのタウン案内の書籍を手がけるライター。「九十九屋」という名はペンネームあるいはハンドルネームであり、本名かは不明。相当初期からの「ダラーズ」の一員で、IDやパスを渡されていないにもかかわらずなぜかメンバーとして参加していた。本名はおろか年齢、性別すらも不明の存在。自身を人ならざる存在であるかのように語っている。
「あるチャットルームに24時間いつでもいる」と語る。過去のダラーズ掲示板にて、奇妙な書き込みばかりする変人として知られていた。多くの人が集まり生活する場「街」の意志と人格を認め、その存在を愛している。独自の情報網を持つ情報屋でもあり、多岐に渡る事柄を知り尽くしており、彼の正体や所在は臨也にも掴めていない。
神近莉緒（かみちか りお）
声 - 戸松遥
アニメオリジナルキャラクター。後に原作にも登場。ある日、郵便ポストに投函された父の浮気の証拠写真を見てしまい、父への不信感を強くする。それに耐えかねて隠していた写真を再度ポストに投函するも、家族の間に何ら変化がなかったことや、「奈倉」と名乗る人物に共感し、2人で家出することを決めて池袋にやってきた。しかし、奈倉は女性を拉致するギャングでセルティに救われる。その後、奈倉の正体である折原に真相を知って死のうとするが、セルティに救われその後学園生活に戻る
ダラーズとTo羅丸の抗争に巻き込まれ人質になるが、ワゴン組や静雄達に救われる。

### 露西亜寿司関係者
サイモン・ブレジネフ
声 - 黒田崇矢
ロシア系の黒人で、寿司屋「露西亜寿司」の店員。本名は「サーミャ」だが、皆に英語読みで呼ばれる。よく青と白の板前服を着、店の前で片言でおかしな日本語で呼び込みをしている、強面だが気のいい陽気な男。身長2メートル以上、体重120キログラム超という巨漢で、静雄の超絶的な暴力を抑えて自己防衛できるほどの実力を持つ唯一の人間であり、池袋で敵に回してはいけない人物の一人として恐れられている。しかし、本人は喧嘩が嫌いな平和主義者。
「ダラーズ」の一員であり、静雄を「ダラーズ」に誘った。学生時代の臨也と静雄との喧嘩を鎮静させていたこともあり、二人とは旧知の仲。日本語で話すかロシア語で話すかで雰囲気が劇的に変わり、ロシア語ではかなり荒っぽい口調をしている。「ロシア軍の特殊部隊に所属していた」「ロシアンマフィアだった」などという噂があり、実際にロシアの武器商社に所属していた。臨也によれば「何かの格闘技を相当やっている」とのこと。池袋という街を深く愛しており、街が荒れることを嫌っている。
デニス
声 - 高橋伸也
「露西亜寿司」店主兼板前の白人。サイモンと共にロシアの武器商社を抜け、池袋で寿司屋を開いた。強面でぶっきらぼうだが情け深いところもあり、サイモンとは異なり日本語は達者。包丁捌きは一流で、店内で物騒な話をすると、包丁を壁に刺さる勢いで投擲することもある。
エゴール
声 - 森川智之
サイモンらと同じ武器商社に所属する元同僚で、ロシアで七番目に恐ろしいと言われる殺し屋。凶器の類を一切用意せず、その場にあるものを利用して殺しを行うという独特の美学から「哲学する殺人機械」と称される。常に紳士的な態度の白人の大男。リンギーリンの懐刀である商社の実力者。
池袋で暗躍する殺人鬼「ハリウッド」との交戦に臨む。戦闘中、エゴールは運悪く平和島静雄の持ち物（を手に取ってしまう。静雄はこれをコソ泥行為と誤解し、激昂。公園のベンチでエゴールの顔面を全力で殴りつけ、顔面を潰すほどの重傷を負わされる。重傷を負い倒れていたエゴールは、偶然通りかかった九瑠璃と舞流に発見され、救助される。彼女たちはエゴールを露西亜寿司に運び、新羅の医療技術により一命を取り留める。
その後、岸谷森厳に雇われてセルティの首を強奪に協力する。
ヴァローナ
声 - M・A・O
白人の美女。20歳前後。丁寧だが不自然な日本語を話す。甘党。「ヴァローナ」とは「カラス」という意味の渾名で、本名は不明。
幼少期に母を亡くし、本ばかり与えられて育った環境から様々な事柄の知識を大量に有している。「人が本当に脆い生き物なのか」を確かめることから始まった快楽的な破壊衝動を持つ戦闘狂で、高い戦闘能力を有する。フリーランスの何でも屋として活動している。
かつてはサイモンらと同じ武器商社に所属していたが、スローンと共に対物用狙撃ライフルなどいくつかの武器を持ち逃げし、日本を訪れた。池袋では澱切からは茜の誘拐を、臨也からは杏里を行動不能にする旨の依頼を受け行動し、その過程で敵対したセルティや杏里ら「異形」にも興味を抱き、命を狙うようになる。
赤林に囚われ身柄を露西亜寿司に拘束される。その後、静雄の後輩となり、池袋の町に愛着が湧き、静雄のために動き写楽美影と交戦。事件収束後はロシアに帰郷。
スローン
声 - 三上哲
身の丈2メートルほどの筋骨隆々な大男。ドラコンから徹底的に仕込まれたというだけあって語学は達者。「スローン」とは「象」という意味の渾名で、本名は不明。
ヴァローナと共に商社を抜けて行動し、依頼を受けて仕事をこなしていた。ことあるごとに些細な疑問をヴァローナに問いかける。
茜誘拐の責任で粟楠会の身柄を拘束。全身に拷問を受けた模様。その後、折原軍団に参加したが、鯨木に操られ臨也を拉致しようとするが、木根と写楽美影に止められる。事件収束後はロシアに帰郷。
リンギーリン・ドグラニコフ
声 - 辻親八
サイモンらがかつて所属していた武器商社の社長。40歳前後の白人の男。大雑把な性格で細かいことはあまり考えず、ヴァローナ達が商社を裏切ったことも特に気にしていない。
ドラコン
声 - 山路和弘
ヴァローナの父親で、リンギーリンの商社に所属し参謀を務める初老の男。システマの達人。リンギーリンの奔放な言動に常に頭を痛めている。親としてヴァローナに愛情を上手く示せず、幼い彼女に本ばかり与えて育てていたことを悔やんでいる。組織を裏切ったヴァローナとは親子の縁を切ったとしているが、今でも彼女を大切に思い案じている。

### ネブラ
岸谷森厳（きしたに しんげん）
声 - 大塚明夫
新羅の父であり、セルティの「首」を盗んだ張本人。自分たちと同じ日本行きの船に密航していたセルティを見つけ、日本での暮らしを世話する代償としてセルティを解剖したこともあり、セルティからは好かれていない。新羅同様に白衣を愛用し、日本では「空気が悪い」と言って、区別しやすいようにとわざわざ白く塗ったガスマスクを常に着用している。人を食った言動や解剖癖と、極めて冷徹な研究者の顔を持つが、息子のことは愛してい。「ネブラ」をはじめ、様々な組織と繋がりのある謎の多い人物。
妖刀「罪歌」のかつての持ち主でもあり、魂を斬ることでセルティの「首」を入手するためだけに使用し、その後は「罪歌」を園原堂へと売り払った。
矢霧清太郎の行動に激怒したので、エゴール、写楽 影次郎を雇い妨害し、セルティの首を確保。その後セルティに首を戻した。
エミリア
声 - 種﨑敦美
森厳の再婚相手（後妻）として新羅とセルティの前に現れた白人の女性。「ネブラ」の研究者。常にハイテンションで、怪しげな日本語を操る。童顔で、白衣の下に非常に豊満な肉体を持つ。作る料理には火薬を混ぜるなど破綻した一面もある。
セルティが自身の解剖する条件として女性による
矢霧清太郎（やぎり せいたろう）
声 - 茶風林
矢霧製薬の社長で、後述する矢霧姉弟の伯父にあたる。「異形」の存在を集める収集癖を持ち、澱切の情報網を利用しそれを果たしていた。森厳とは友人同士であり、セルティの「首」を森厳の下から奪った（脅迫して買い取った）のも彼である。
現在はセルティの「首」のみならずその体と、聖辺ルリ、杏里にも興味を持ち、澱切を使って彼女達全てを収集しようと目論んでいる。自身の行動には法に違反してないと主張している。

### 粟楠会
粟楠道元（あわくす どうげん）
声 - 飯塚昭三
粟楠会の会長。サンタクロースのような印象の老齢の男。怪我などにより全身至るところに金属が埋め込まれている。機械類の操作が苦手なアナログな人物で、部下を裏切ることはしないが見捨てることはできる非情さを持つ。
粟楠幹彌（あわくす みきや）
声 - 加瀬康之
道元の実子で粟楠会の若頭。粟楠会では身内に代目を継がせることは少なかったが、幹彌自身が道元の後を継ぐことを望んで極道の道に入ったため、実質的に組織の跡目を継ぐ第一候補。さしたる経歴がないこともあり、親の七光りだと疎ましく思う者もおり、内外に気を許せない立場にいる。表向きには絵画代理販売店に務めており、「専務」と呼ばれている。娘である茜を溺愛しており、彼女には家業を隠していた。
静雄に警察等のスパイを殺害させるよう見せかけるという狡猾な手段を取った。
粟楠茜（あわくす あかね）
声 - 久野美咲
幹彌の娘で道元の孫。年齢は10歳前後。極道の娘ながらもそのことを知らずに家族から大切にされて育ったため、少々臆病な面もあるが明るく素直で心優しい性格をしている。学校でも友人に囲まれ何不自由ない暮らしをしていたが、ある時自分の家の仕事を知り、同時に友人たちが皆自分の顔色をうかがって過ごしていたことを知ってしまい、心が壊れてしまう。その後、思い詰めて家出をした際に臨也と出会い、臨也に騙されて静雄の命を狙ったことからヴァローナ達に拉致されるが、セルティと静雄によって救出。その後、楽影ジムに通うようになる。
四木春也（しき はるや）
声 - 大塚芳忠
粟楠会幹部の一人。30代後半以上の痩躯の男で、若くして粟楠会の幹部に上り詰めた人物であり、粟楠会の大きな一角を担っている。表向きは幹彌と同じ絵画代理販売店の代表取締役を務めている。
常に冷静沈着で、セルティのヘルメットの下を見ても全く動じず、逆に悲鳴を上げた自分の部下を制裁するなど、基本的に冷徹かつ冷酷な人間だが、茜に対しては敬意をもって接し、心底からの気遣いを見せるなど穏やかな面もある。また堅気の人間に対しても紳士的に振る舞う。
俗に言うインテリヤクザであり、デュラハンにも詳しく、新羅は彼のことを「インテリ博徒」と称する。また、番外編12.5話『天網恢恢』では流暢な英語を話している。実は合気道の黒帯であり、喧嘩は相当な腕前であると言われる。
赤林海月（あかばやし みづき）
声 - 山口勝平
粟楠会幹部の一人。「粟楠の赤鬼」と呼ばれる組内きっての武闘派で抜群の喧嘩の腕を誇るが、比較的穏便であり、常に飄々とした態度を取っている。薬や売春の類を心底嫌う侠客タイプのヤクザで、そうした好き嫌いの融通が利くということで粟楠会に所属している。表の仕事の一つとしてカニの配達業を行っており、露西亜寿司とも取引がある。色眼鏡をかけ派手な柄のスーツを着こなし、派手な意匠の杖を持ち歩き、その杖による棒術を扱う。棒術の縁からか楽影ジムとは親交がある。右目は義眼であり、大きな傷が顔面を走っている。元々は粟楠会と敵対関係にあった組に所属しており、武闘派としての功績の大半はこの頃に築き上げた。
赤林は当時所属していた目出井組系の組織で、借金の取り立てのため円原堂を訪れた。この際、園原杏里の母であり、当時の切り裂き魔であった園原沙也香に襲われ、右目を刺される重傷を負った。この攻撃は、超自然的な力を持つ「罪歌」の影響下で行われたもので、通常なら「罪歌の支配」を受ける可能性があった。しかし、赤林は驚くべき意志の力で右目を自らえぐり出し、「罪歌」の支配を拒否した。この結果、彼の右目は義眼となり、顔には右目を縦に走る大きな傷が残った。この事件は、赤林の人生における大きな転換点となった。
右目を失う原因となった園原沙也香に対し、赤林は一目惚れし、告白した。しかし、沙也香は既に結婚していたため、彼の想いは受け入れられなかった。沙也香への愛情は一方的なものであったが、赤林は彼女を尊重し、身を引いた。その後、沙也香とその夫が死亡し、娘の園原杏里が孤児となる。沙也香の死の原因が、赤林の当時の組長が麻薬絡みで一家を破滅させたことにあると知った彼は、組長に対する殺意を抱く青年をあえて見逃し、組長を見捨てて粟楠会に移籍した。この経験が、赤林が麻薬や売春を強く嫌う理由となっている。
沙也香との出会いからの一連の経験から人が変わったかのように温厚になったが、かつては女子供を弱者の象徴としてしか見ず、以前な極道らしく残忍な性格であるが、暴力こそを全てとする荒々しい性格だったため、昔の彼を知る者からは「丸くなった」、あるいは「本性を隠しているのでは」と四木などにも警戒されている。
こっそり「ダラーズ」にメンバー登録しており、情報の収集や扇動など様々な利点を上手く活用しており、知略にも長けている。また、若者に顔が利くということで組内で重宝されてもいる。
沙也香の死後、赤林は彼女の娘である園原杏里を気にかけ、親代わりとして住宅や金銭面での支援を行った。杏里を妹のように思い、連絡を取り合う関係を維持している。
青崎柊（あおざき しゅう）
声 - 梁田清之
粟楠会幹部の一人。赤林と並んで「粟楠の青鬼」と呼ばれる組内きっての武闘派。彼らの有無によって粟楠会の勢力が大きく変わるとまで言われる。身長190センチメートルを超え、横幅も広い大柄な男。
青崎自身は赤林を嫌っており、仲がよいかのように「粟楠会の赤鬼と青鬼」と呼ばれることを不快に思っているが、赤林の実力は認めており、危機が迫った際には事前に知らせてもいる。赤林が敵対組に属していた頃にはライバル関係にあったが、今の彼とは決着をつける気は起きないようである。赤林とは異なり単独行動は好まず、組織力としての武力を重視する。
幹彌のことを七光りだと思って完全には認めておらず、彼が粟楠会の重役であることを快く思っていないために何かと突っかかっている。しかし杯を交わした道元のことは心底尊敬しており、道元の手前、下手なことは起こさないようにしている。
泉井を利用してダラーズを傘下に収めようとするが、帝人が暴走して手に負えなくなる。
風本隆秋（かざもと たかあき）
声 - 山本兼平
粟楠会幹部の一人。爬虫類を思わせる鋭い目をした男で、まだ若いが粟楠会幹部。澱切から依頼された聖辺ルリの処理を指揮していた。

### その他
矢霧波江（やぎり なみえ）
声 - 小林沙苗
矢霧製薬の重役で、「首」の管理の責任者。25歳。秀才であり、若くして矢霧製薬の幹部となった。冷徹なエゴイストだが、弟・誠二を恋愛的にも肉体的にも狂的なまでに溺愛しており、彼への愛に全ての行動原理を置いている。本人には煙たがられているが、そうした点も含めて彼を異性愛として愛している。その異常なまでの弟愛は、彼女が幼少時に両親から愛されず、より近く親密な愛を求めた結果である。
九瑠璃と舞流を雇って誠二の行動を時折見張らせ報告させており、誠二との仲を進展させている美香に対しては、恋敵と認めると同時に強烈な殺意を抱いている。
田中トム（たなか トム）
声 - 小西克幸
静雄の上司で、彼の中学時代の先輩。ドレッドヘアが特徴。バーテンダーをクビになり職を失っていた静雄に出くわし、取り立ての仕事へ誘った。どんな相手にもすぐに順応することができ、静雄が怒り出すギリギリのラインを見極めてうまく付き合っている。中学時代、同級生が静雄に喧嘩を売り倒されたところで静雄に声をかけ、病院に運ぶのを手伝わせた。その後、敬語や金髪にすることをアドバイスして絡まれることは少なくなった。喧嘩は不得意だが、トムの態度を逆恨みした同級生を返り討ちにする実力は備えている。
露西亜寿司で飲食している際に、静雄を支配下に置こうと、那須島隆志に襲撃される。しかし、危機を脱出することに成功する。
三ヶ島沙樹（みかじま さき）
声 - 福圓美里
正臣の彼女。性格は大人しいが、作者曰く「優しいドS」。「黄巾賊」と「ブルースクウェア」の抗争に巻き込まれ、リンチにあって足に重傷を負い、以来精神的なショックから歩けずに病院に入院し続けているとされるが、実際には臨也の指示でそう装っていた。臨也の狂信的な信奉者でもあり、かつて臨也の策略の一環として正臣に近づいたが、次第に本心から彼に惹かれていく、黄巾賊の事件以降は池袋を離れ二人で同棲する。
ダラーズ事件が起こると、池袋に行き、杏里と正臣のことで対面し、共に事件解決に乗り出す。
平和島幽（へいわじま かすか）
声 - 岸尾だいすけ / 幼少時代 - 沖佳苗
静雄の弟。「羽島幽平（はねじま ゆうへい）」の芸名として活動する、大人気の俳優にしてアイドル。少女漫画から抜け出てきたような美男子だが、常に無口で無表情。感情らしい感情をほとんど表さない。しかし演技となるとまるで別人のように役になりきり、どんな役柄でもこなすことから実力派の男優として評価も高く、様々なドラマや映画の主役をもぎ取っている。本人は普段からきちんと感情表現をしているつもりだが、それを読み取れるのは静雄のみである。
無口無表情になった理由は、幼少時より感情の起伏の激しい静雄を見続けて反面教師としたためであるが、静雄のことは敬愛しており、幼い頃からその力に悩まされる静雄を支え続けてきた。自分の人格が異常であることは自覚しており、欠けた人としての感情を得るために役者になった。そのため、自身が演じたキャラクター全てに尊敬の念を抱いている。噂だけで人を決めつける人が嫌いである。
聖辺ルリを助けて恋心を抱き彼女の恋仲となる。ルリのストーカー事件では兄に助けを求めてた。
聖辺ルリ（ひじりべ ルリ）
声 - 藤田咲
「澱切シャイニング･コーポレーション」所属のタレント。セルティや新羅を含め、多くのファンを持つ大人気アイドル。後に幽と同じ事務所に移籍する。
外国の絵画から抜け出てきたような美女だが、内向的で物静かな性格。幼い頃は厳しく束縛された状況で育ち、特撮映画に登場する怪獣の奔放さに憧れを抱いている。それは同時に、会ったことのない祖母への憧憬も含まれている。元は資産家の令嬢だったが祖父、父と立て続けに事業に失敗した結果、没落。肉親の多くを失った彼女は遠縁の親戚に預けられ紆余曲折の末にメイクアップアーティストとしての道を踏み出し、その後モデルとしてデビューする。
実は彼女の家系は数代前にセルティのような人でない何かの血を混じらせている
澱切陣内に元々異形の存在として目をつけられ、「儀式」に強制参加させられ、精神と肉体を徹底的に陵辱された。父親を人質に取られていたため、アイドルの人格を支えに活動を続けていたが、独自に父親を捜す中で九十九屋真一から提供された情報により、父親が自分を救おうとして既に殺されていたことを知る。この事実が引き金となり、異形の力が覚醒。怪物のメイクを施し、「儀式」に関与した者たちを次々と殺害、「殺人鬼ハリウッド」として活動する。
池袋で澱切を追う怪物姿の陣内は、ネブラから検体確保を依頼されたエゴールと交戦。しかし、近くにいた平和島静雄の怒りを買い、まとめて吹き飛ばされる。この事件でネブラから「一般人に負ける程度の怪物」と見なされ、興味を失われる。倒れていたところを、かつて仕事で関わった羽島幽平（平和島幽）に救われ、紆余曲折を経て彼と恋人関係に発展。最終的に羽島が所属する「ジャックランタン・ジャパン」に移籍する。
ストーカー事件では静雄に助けを求めて飼っている猫を杏里に預ける。終盤ではストーカーに轢き殺されるが、鯨木に助けられる。
葛原金之助（くずはら きんのすけ）
声 - 藤原啓治
警視庁交通機動隊白バイ隊員。交通法違反者を追い込みすぎてよく事故を起こさせる問題警官。警察から逃げ回るセルティを検挙するため、余所から呼ばれて池袋に配属された。彼が配属されて以降、池袋周辺の暴走族の活動は全く見られなくなっている。
超絶的なバイクテクニックの持ち主で、暴走族や彼に関わった人間にトラウマを植え付けている。映画や漫画でのやられ役的な警察の存在に不満を持っており、それゆえに非日常な存在を全く恐れない。セルティと初めて遭遇した時も無灯火運転、危険運転、その他諸々で取り締まろうと凄まじいチェイスを繰り広げ、それ以来セルティのトラウマにして天敵となった。白バイにマフラーなどを勝手に改造した愛車を使っている。
手段を選ばない一面もあるが、一方で放心状態から深夜に彷徨っていた杏里を学生の深夜外出という理由から説教しながらも必要以上に口出しはせずに優しくするなど親切な性格である。
葛原一族には代々警官が多く、『越佐大橋シリーズ』の葛原宗司とは親戚同士。
六条千景（ろくじょう ちかげ）
声 - 小野友樹
埼玉の暴走族「To羅丸」の総長。昼間は常に多くの彼女を連れ歩いているスケコマシであり、女性であるならどんな相手にも手を上げない極度のフェミニスト。反面、女性を少しでも蔑ろにした男に対しては仲間であろうと一切の容赦がない。リーダーシップを強く備えており、チームの総長として器の大きい部分を見せる。静雄に殴られても四発目までは起き上がって、翌日には活動できる驚異的な根性とタフネスを誇り、喧嘩の実力は相当なもの。武器を持った相手には愛用の兜割を使用する。
ダラーズとの抗争で門田、静雄、紀田に敗北し、事件の解決に行動する。
写楽影次郎（しゃらく えいじろう）
声 - KENN
舞流や茜達の通う「楽影ジム」のインストラクターの一人で、写楽一家の次男。30歳前後。
インストラクターであるにもかかわらず、人にものを教える気がまるでない軟派な雰囲気の男。常に世の全てを面倒くさがっているような顔をして気だるげに生きているが、プロ格闘家であるため高い格闘能力を持ち、池袋で敵に回せば危険な人物の一人。妹の美影には頭が上がらない。妹が高校を辞める原因となった臨也を憎んでおり、見かけた際に即座に潰しにかかったが美影に止められた。
岸谷森厳に雇われて矢霧清太郎に参加した。
写楽美影（しゃらく みかげ）
声 - 五十嵐裕美
「楽影ジム」のインストラクターの一人で、写楽家の末っ子。ザンギリ頭に筋肉質な体格の女性。格闘家としての腕前は影次郎をも凌ぐ。ぶっきらぼうで男勝りな性格。
高校時代の臨也の取り巻きの一人であり、詳細は不明ながらある事件に巻き込まれたことが原因で高校を中退することになった。影次郎曰く恋慕を利用したとされる。敵対する者には一切容赦せず、女が痛めつけられても気にしないが、女を女として襲うことは嫌い、そういった行動をとる者は許さない。
折原の手下となり、彼の妨害を阻止する。ヴァローナや鯨木と交戦する。
贄川周二（にえかわ しゅうじ）
声 - 小山力也
「東京ウォリアー」という三流雑誌の記者。30歳を越え、妻には逃げられている。その上、娘の春奈との親子関係は修復不可能なほどギクシャクしており、家庭の不和を気にしている。
「池袋最強は誰か」という記事を書くために情報を集めていた。そして池袋最強である静雄の記事を書こうとした矢先に春奈に襲われ、「罪歌の子」にされてしまう。
贄川春奈（にえかわ はるな）
声 - 中原麻衣
元来良学園の生徒。周二の娘。長髪の美少女。来良学園での担任だった那須島と交際し、下の名前で親しく呼ぶなど異常なまでに惚れ込んでいた。5年前の斬り裂き魔事件の被害者であり、那須島への思いなどの隙から罪歌の種が急成長し「罪歌の子」となる。那須島を斬りつけることを拒絶し罪歌を抑え込んでいたが、後に罪歌の愛の形こそが正しいと考え直して那須島を斬りつけ、問題を隠すため二学期の中頃に転校させられる。
ダラーズの集会以前より徐々に見え隠れしていた斬り裂き魔事件を引き起こした元凶。「罪歌の子」として「罪歌の孫」を支配しており、罪歌が求める強者である静雄を斬るために、自身が斬りつけた被害者である「孫」らを操って斬り裂き魔に仕立て、さらに「孫」を増やし続け、その「孫」らの静雄と一般人への一斉襲撃・「リッパーナイト」事件を引き起こす。
ダラーズ事件では折原に那須島の情報と引き換えに手下になるが、その後離脱し、那須島の元に。那須島に操られたフリをして彼に協力する。最終的に那須島を監禁する。
法螺田（ほらだ）
声 - 高木渉
「黄巾賊」の一員。二十歳過ぎの年長者である上に取り巻きの数も最大派閥なため、正臣が離脱して以降の「黄巾賊」でハバを効かせている。実は「ブルースクウェア」の元幹部であり、「ブルースクウェア」消滅後に多くの残党と共に「黄巾賊」に潜り込んでいた。
門田の活躍もあり、目論見は潰され逮捕される。
間宮愛海（まみや まなみ）
声 - 田上真里奈
10代後半とみられる女性。1巻で「奈倉」と名乗る臨也も参加した自殺オフ会で、人間観察の餌食となった。この時「絶対許さない。殺してやる」と決意。この時点では名前も割り当てられないモブキャラクターであった。その後、臨也が刺されたニュースを見て真っ先に病院を特定し、病室を訪問。ナイフで臨也に切りかかるが逆に押し倒されるが、間宮の予想外の訪問に感激する臨也に雇われる形で臨也の元に身を寄せることとなる。
臨也を苦しめようと行動し、セルティの首を路上に放置する。抗争の後で瀕死の臨也を助ける。
原作では「愛海」だが、アニメ「転」では「愛美」という名前に変更されている。アニメ第一期では愛海のエピソードに替わる形で神近莉緒が登場した。
徒橋喜助（あだばし きすけ）
声 - 上田燿司
聖辺ルリの狂信的なストーカー。生命保険会社社長の息子で、幼少時から乱暴な気質を持っていた。父親たちがルリに対して行っていた「儀式」を目撃し、自らの手でルリを破壊し尽くしたいという異常な愛に目覚め、「ダラーズ」内におけるルリの裏ファンコミュニティの中核人物となって、十名の同様の嗜好者と共にその活動を起こしていた。
その後、帝人と青葉にリンチを受ける。その後、泉井に折原の元へ拐われる。その後、ルリをトラックで轢き殺そうとするが、鯨木によって失敗する。
泉井　蘭（いずみい らん）
声 - 伊丸岡篤
「ブルースクウェア」の元リーダー。青葉の実兄だが、両親が離婚したため名字が違う。「黄巾賊」との抗争で沙樹を拉致し、足に重傷を負わせた張本人。抗争の末に沙樹の証言から逮捕されたが、後に出所。チームを裏切った門田達や、弟の青葉、自分たちをはめた臨也、敵であった正臣を激しく憎んでおり、その復讐を果たすため、臨也の元に身を置いている。顔の右半分から右腕の先まで遊馬崎によって付けられた火傷の痕があり、遊馬崎には最も激しい復讐心を抱いている。ハンマーを凶器としている。
青崎の手下となり、ダラーズを傘下にするべく行動する。その際に帝人を接触して拳銃を渡す。ワゴン組を発見し襲撃するもの、撃退されたことが後日談で語られた。
四十万博人（しじま ひろと）
声 - 村田太志
麻薬密売組織「ヘヴンスレイブ」のナンバー2で実質のトップ。雲井という架空のリーダーを据えることで組織を牛耳っていた。賭博組織の「アンフィスバエナ」を乗っ取ろうと画策し、臨也を利用しようとするも逆に臨也に「アンフィスバエナ」もろとも潰されてしまう。その後臨也によって「ダラーズ」のメンバーとなり、さらに澱切から臨也に対するスパイ活動を依頼される。臨也に敗北したことで「負け犬」の烙印を押され、さらに権力者である筈の父と祖父が澱切にへりくだっているのを見て、自分は生まれた時から負け犬だったのだと自暴自棄になり、自分一人が負け犬になるのはいやだと多くの人間を道連れにしようとしている。
ミミズ
声 - 井上喜久子
賭博組織組織「アンフィスバエナ」の幹部。オーナーのトカゲに心酔しており、彼のためならどんな非道な行動も厭わない。拷問には直接体を痛めつけるより精神的に相手を追い詰める方法を好む。
奈倉（なくら）
声 - 前野智昭
臨也の学生時代の知人。臨也に頼まれ名前を売って使わせたことがある件や臨也の趣味の人間観察に関する見解などを、臨也の調査で接触してきた鯨木かさねに答えた。だが実は、中学時代に野球賭博の件で臨也とトラブルになりナイフで脅そうとした際に、仲裁に入った新羅の腹部を誤って刺してしまった過去経緯を持ち、その件で臨也に弱みを握られ、様々な危険な橋を渡らされていた。
黄根（きね）
声 - 佐藤せつじ
元粟楠会の構成員で、かつて赤林や青崎と並び称されたほどの男。今は探偵稼業に身を窶しており、臨也に協力的な立ち位置にいる。
抗争の後で瀕死の臨也を助ける。

### 澱切陣内
澱切陣内（よどぎり じんない）
声 - 飛田展男、咲野俊介、秋元羊介、長克巳
表向きは芸能事務所「澱切シャイニング・コーポレーション」の社長だが、その実態は芸能事務所を隠れ蓑にして人間、そして妖精・妖怪などの人ならざる「異形」の存在を売買するブローカー。また、業界内での表の評判も悪いものであった。会う人間ごとに、顔も声も全くの別人となっている謎の人物。
人懐っこく慇懃無礼な態度を崩さないが、本性は悪逆非道かつ残忍冷酷な外道であり、森厳をして「放射能のような危険性を持った男」と言わしめる危険人物。極めて広大な情報網を持ち、20年前のセルティの所在を掴み、妖刀「罪歌」を森厳に渡した、「首」を巡る騒動の元凶の一人である。また、聖辺ルリの「異形」の力を目覚めさせた元凶でもあり、自己防衛のため粟楠会に始末を依頼していた。
その実態は鯨木かさねをリーダーとした「澱切陣内」という一つのグループであり、彼女以外は主に老男性で構成されている様子。
鯨木かさね（くじらぎ かさね）
声 - 桑島法子
澱切の秘書を務めている妙齢の美女だが、実年齢は不明。常に沈着冷静で、喋りにも感情の抑揚が感じられない。ネット上でも暗躍しており、ダラーズチャット内で「甘楽」に化けて情報操作を行うなどしていた。
「澱切陣内」というグループのリーダー。長年正体を見せず、澱切達を使って様々な仕事を行なっていたが、正体を突き止めた臨也によって表舞台に引っ張り出される。杏里と並ぶ「母」としての格を持つ罪歌の宿主でもある。
人間ではないものの血を引いており、血縁上は聖辺ルリの叔母。
コスプレに興味があり、狩沢と連絡交換をした。
 ; 鯨木かさね（くじらぎ かさね）
声 - 桑島法子
澱切の秘書を務めている妙齢の美女だが、実年齢は不明。常に沈着冷静で、喋りにも感情の抑揚が感じられない。ネット上でも暗躍しており、ダラーズチャット内で「甘楽」に化けて情報操作を行うなどしていた。
「澱切陣内」というグループのリーダー。長年正体を見せず、澱切達を使って様々な仕事を行なっていたが、正体を突き止めた臨也によって表舞台に引っ張り出される。杏里と並ぶ「母」としての格を持つ罪歌の宿主でもある。
人間ではないものの血を引いており、血縁上は聖辺ルリの叔母。
コスプレに興味があり、狩沢と連絡交換をした。
かつて実の親に売られた過去を持ち、愛されることの意味を知らずに育った。その生い立ちゆえに、同じ血を分かつルリが夢を追い続ける姿や、同じ人外であるセルティが岸谷新羅と愛し合う関係に、内心で激しい嫉妬を覚えた。この嫉妬に突き動かされ、ルリを澱切陣内に売り飛ばしてその精神を破壊。さらにルリのストーカーを操り新羅に重傷を負わせ、セルティの眼前で罪歌の力を使って新羅を支配し、彼女の暴走を誘発した。
だが、新羅はかさねの罪歌の呪いを自力で打ち破り、暴走するセルティの元へ向かって歩き出した。そして、夜の池袋で二人は再会する。愛される経験を持たないかさねは、人外すら深く愛せる新羅に強く心を惹かれていた。不器用ながらも、彼女は率直に新羅への想いを告白する。しかし、予想通りその想いは受け入れられず、フラれてしまう。それでも新羅の「誰かを愛してあげてください」という言葉に、かさねは微笑みを浮かべ、「あなたはずるい人ですね。振った後で、もっと好きにさせるなんて」と答えた。
騒動が収束した後、かさねはルリをトラックで轢き殺そうとしたストーカーから救い出し、ルリに対し自らの嫉妬と羨望を告白する。そして、殺人鬼「ハリウッド」として罪を償う道を奪うと宣言し、ストーカーを警察に引き渡すべくその場を去った。

### ゲームオリジナルキャラクター
三好吉宗（みよし よしむね）
声 - 江口拓也（ドラマCD・PS Vita）
『デュラララ!! 3way standoff』主人公。父親の仕事の都合で池袋に引っ越し、来良学園1年A組に転校してきた。今までも各地を転々としてきたため、大人しいながらも聞き上手な性格から周囲にすぐ馴染むことが出来る。
今までは名前から「将軍」「八代目」とも呼ばれており、前の学校でのあだ名は「エイト」。ガジェットマニアでもあり、目新しい携帯電話やPCを好んで使用している。臨也から探偵の真似事として池袋周辺を嗅ぎまわっている人物の情報を集めるよう頼まれたことから、事件に巻き込まれていく。
五十嵐千晶（いがらし ちあき）
声 - 伊藤かな恵
池袋から少し離れたところにある聖エリザベス女学院（通称エリ女）に通う女子高生。ウェーブのかかった黒髪が特徴。卑怯な物事を許さない強気で行動力のある性格。
ある事情からカラーギャングのことを調べており、その際黄巾賊に絡まれていたところを吉宗に助けられたことで知り合いとなる。お嬢様学校の生徒ながらバイクを乗り回し、武術をたしなむなどの面もある。実家は不動産屋で手伝いとして、地上げ屋まがいのことをすることもあり、その際は大人顔負けの啖呵を切る。

## 作中の各勢力・集団
ダラーズ
池袋に根を張り、ネットなどで巷を騒がせているカラーギャング。チームカラーは無色。つまりは「保護色」。英語表記は「DOLLARS」。
ネット上の「ダラーズ専用サイト」を媒体とする特殊な集団で、サイトにアドレスを登録することでメンバーとなれる。その特性上、縦横の繋がりが極端に希薄で、たとえメンバーでも、リーダーはおろか現実でのチームメイトが誰なのかすら知らないことが特徴。リーダー不明に加えて明確な幹部もおらず、活動方針すら特に示されていないため、様々な小グループが「ダラーズ」内に乱立し、個々のグループ内で独立した活動や上下関係が存在している。また他グループとの掛け持ちなども一切制限されておらず、他の様々な組織のメンバーも「ダラーズ」にメンバー登録し、利用している。
元々は帝人がネット上の友人と共に作り上げた架空の組織。しかしジョークサイトとして完全パスワード制の偽サイトを用意してメンバーを集めたことで、次第に現実での実行力を持つようになる。実害を恐れた創設時のメンバーが次々と管理を手放す中で、唯一管理し続けた帝人が現在も事実上のリーダー（管理者）となっている。
チーム名の由来は「何もせずにただ集まってだらだらしている」ことから。
黄巾賊（こうきんぞく）
池袋のカラーギャングのチーム。チームカラーは黄色で、リーダーは紀田正臣。
元々は正臣の喧嘩の強さを慕って集まった集団で、メンバーの殆どが中学生前後の若者の集まりだった。非常に穏健的な集団であったが、数年前に起きた「ブルースクウェア」との抗争の果てに正臣の交際相手がリンチを受けて重傷を負い、正臣自身もチームを抜ける。その後、消滅した「ブルースクウェア」の元メンバーがリーダー不在の「黄巾賊」に参入し始めたことで、次第にチームは変貌を遂げていく。
チームカラーが黄色なのは、当時放映していたテレビドラマの影響で、チーム名の由来は正臣を含めた幹部が当時『三国志』を扱った漫画に夢中になっていたことから。
罪歌（さいか）
妖刀の名称であると共に、それで斬られることで支配された人間「罪歌の子」（正確には「孫」）たちの集団。厳密にはチーム名ではない。「罪歌」という名は、杏里のチャットでのハンドルネームとしても用いられている。
現在の「母」たる妖刀の持ち主は園原杏里で、5年前の持ち主は杏里の母・沙也香。それ以前は岸谷森厳が所持し、セルティの「体」と「首」を繋ぐ霊体の切断に用いている。更にその前の所持者は澱切陣内。
「全ての人間を愛する」女性の人格を持った妖刀であり、その愛の表現として人間と触れ合う=人を斬ることを求める。罪歌を手にした者は罪歌を体中から自在に出し入れ出来るようになり、人間をひたすらに愛する「声」に精神を破壊され、妖刀の意思に支配されることとなる。ただし、杏里同様、「声」を気にしないほど強靭な精神を持つ者は支配されないという例外もある。罪歌の影響を受けている者は、その力が発現している最中は目が異常なまでに赤く輝く。その輝きは大元の「母」に近い者ほど強くなる。
罪歌は愛した相手との間に愛の証として「子供」をもうける力を持ち、斬りつけた傷から恐怖と痛みを媒体に「種」を送り込み、少しずつ宿主の精神を侵しながら、新たな「刃物」を媒体に妖刀としての自我を発現させる。そうして妖刀の自我に意識を支配された者を「罪歌の子」と呼ぶ。「子」も大元の罪歌同様、斬りつけた人間を「子」にすることができる。
「罪歌の子」達は意識を共有しているわけではないが、「母」の命令に対しては「子」は逆らえず絶対服従する。「子」の一人が巻き起こした「リッパーナイト」事件の末に、全ての「罪歌の子」は大元の「母」である罪歌（ひいてはその主である杏里）の支配を受け、普段は妖刀としての自我を封印され、普通の人間として生活している。しかし、杏里の呼び掛けがあった際には無条件で彼女に従って行動する。また、命令がなくとも杏里を助けるために自発的に「子」として行動することもある。
後に過去、刀身が折れた際に二振りの刀に打ち直され杏里を「母」とする者と、彼女の支配から離れた春奈、鯨木を「母」とする3組の「罪歌」が存在する事が判明し、後者は10巻以降から街で起こる事件の裏で暗躍する描写が表に出てくる。
出自の詳細は不明だが、50年前には存在していたらしく、敵対する存在であった「インテリジェンス竹槍」によって封印されていた事が明かされている。作者によれば、罪歌とそのライバルである「インテリジェンス竹槍」の戦いといった別作品の構想が明かされていた。
ブルースクウェア
池袋にかつて存在したカラーギャングのチーム。チームカラーは青で、リーダーは泉井蘭。創始者は泉井の弟である黒沼青葉。門田・狩沢・遊馬崎・渡草らも所属していたが、「黄巾賊」との抗争の末に離反している。
メンバーの平均年齢が高く、薬の密売なども行う非常に暴力的な集団だったが、「黄巾賊」との抗争が沈静化した直後にリーダーの泉井達が逮捕され、さらにその直後、粟楠会に目をつけられて一切の商売が出来なくなったことに加え、静雄に喧嘩を売ってしまったことで消滅した。現在は本来の創始者である青葉とその仲間達が「ブルースクウェア」として活動している。
チーム名の由来は、青葉の仲間の一人である八房が彼らのことを「一人一人、四角く切り取られた青の広場を必死に護ってるサメ達の集まり」と評して名づけたことによる。
露西亜寿司（ろしあずし）
サンシャイン通りに面して居を構える寿司屋。デニスが経営し、サイモンが客引きと接客を行っている。
ロシア王朝の宮殿風の内装に、純和風の寿司カウンターがあるという怪しげな店内で、基本的に全てのネタが時価。しかし意外にも味の評判は良く、常連も多い。
この店で喧嘩沙汰を起こせば、サイモンと店を気に入っている静雄という絶対に喧嘩を売ってはいけない二人を敵に回すことになるので、揉め事は避けられている。また、粟楠会の赤林からカニを仕入れている。
明日機組・目出井組系 粟楠会（あすきぐみ・めでいぐみけい あわくすかい）
池袋に根を下ろし、界隈を取り仕切っている極道。闇医者の新羅や情報屋の臨也などが繋がりを持つ。
密かに組織の有力者達の多くがアイドルの聖辺ルリのファン。
明日機組とは、近々杯を交わす予定ながら対立関係にある。
矢霧製薬（やぎりせいやく）
大手の薬品メーカー。最近は落ち目。セルティの「首」を巡る一連の騒動の後、ネブラに吸収合併される。
ネブラ
アメリカに本社を置く世界的外資系企業。著者の他シリーズ『バッカーノ!』や『ヴぁんぷ!』に出てくるものと同一。
森厳やその再婚相手・エミリアが所属し、セルティやルリら人外の存在を研究対象とすべく狙っている。矢霧製薬を吸収合併した。吸血鬼や妖精、妖刀などの現象に関しての利害は採算度外視で裁定している様子がうかがえる。
スネイクハンズ
三頭池八尋がセルティの影を纏って「変身」した時の姿。池袋の新たなヒーローの名。またその名前を基にして、琴南久音が立ち会えた池袋互助会（何でも屋）の名称でもある。
メンバーは前述の二人と辰神姫香、運び屋を休業中のセルティ、琴南望美で構成されている。
チャットルーム
折原臨也が主催したチャットルームであり、当初は臨也と帝人やセルティのみが参加者といった、興味対象のみをネット上で勧誘して作られたものであった。後に杏里や正臣も誘いを受けて参加、その後も臨也以外のメンバーによる勧誘などから、参加者の数はさらに増加している。

## チャットルーム
『デュラララ!!』のチャットルームは、池袋の住人たちがハンドルネームを用いて匿名で参加するテキストベースのオンライン会話空間である。、物語の進行に合わせて定期的に描写される。このチャットルームは、インターネットを介したコミュニケーションを通じて、池袋の事件や噂、キャラクターの心理を間接的に描き出す装置として用いられる。
参加者は実名を隠し、ハンドルネームで会話する。これにより、キャラクターの本音や裏の意図が浮かび上がり、普段の対面では見られない一面が描写される。キャラクターの本音や隠された意図が露呈。特に折原臨也（甘楽）は、チャットルームを利用して誤情報を流し、池袋の混乱を煽る。
池袋の事件や噂（ダラーズ、罪歌、首無しライダーなど）が話題に上がり、読者や視聴者に物語の背景を提供される。

### ハンドネーム
- 甘楽……折原臨也、鯨木かさね[80]
- 田中太郎……竜ヶ峰帝人
- セットン……セルティ･ストゥルルソン
- 罪歌……園原杏里
- バキュラ……紀田正臣
- 参……折原舞流
- 狂……折原九瑠璃
- 餓鬼……赤林海月（杏里の紹介）
- サキ……三ヶ島沙樹（正臣の紹介）
- しゃろ……写楽影次郎（舞流の紹介）
- クロム……折原臨也
- 純水100%……黒沼青葉（九瑠璃の紹介）
- 白面書生……岸谷新羅（セルティの紹介）
- 矢霧波江……矢霧波江
- ろっちー……六条千景

## 評価
オタク系ジャンルを得意とする編集チーム・ドリルプロジェクトは本作について、ダラーズや黄巾族などの21世紀ならではの暴力集団を描くなどファンタジーとアウトロー・ドラマを合わせた独特のテイストが人気を集めており、それに加えて危険なラブ・ストーリーを作りあげることに成功していると称賛している。
文学研究者の大橋崇行は、本作を「特定のキャラクターに物語の構築を依存させずに学校社会の外部にあるコミュニティを問題化し、人間の暴力性をデフォルメしていくような作品」と表現している。
ゲームライター・編集者の石井ぜんじは本作はザッピングの手法を用いて徐々に物語の真相が明らかになるという見事な構成が組まれているが、それよりも数多くの魅力的な登場キャラクターたちを引き立たせるために群像劇の手法が活かされており、これはキャラクターを重視するライトノベルならではだろうと評している。

## 既刊一覧

### 小説
- 成田良悟（著）・ヤスダスズヒト（イラスト）、メディアワークス→アスキー・メディアワークス→KADOKAWA〈電撃文庫〉、全14巻
  - 『デュラララ!!』、2004年4月25日初版発行（4月10日発売[83]）、ISBN 4-8402-2646-6
  - 『デュラララ!!×2』、2005年3月25日初版発行（3月10日発売[84]）、ISBN 4-8402-3000-5
  - 『デュラララ!!×3』、2006年8月25日初版発行（8月10日発売[85]）、ISBN 4-8402-3516-3
  - 『デュラララ!!×4』、2008年3月25日初版発行（3月10日発売[86]）、ISBN 978-4-8402-4186-1
  - 『デュラララ!!×5』、2009年3月10日初版発行（同日発売[87]）、ISBN 978-4-04-867595-6
  - 『デュラララ!!×6』、2009年7月10日初版発行（同日発売[88]）、ISBN 978-4-04-867905-3
  - 『デュラララ!!×7』、2010年1月10日初版発行（同日発売[89]）、ISBN 978-4-04-868276-3
  - 『デュラララ!!×8』、2010年6月10日初版発行（同日発売[90]）、ISBN 978-4-04-868599-3
  - 『デュラララ!!×9』、2011年2月10日初版発行（同日発売[91]）、ISBN 978-4-04-870274-4
  - 『デュラララ!!×10』、2011年8月10日初版発行（同日発売[92]）、ISBN 978-4-04-870729-9
  - 『デュラララ!!×11』、2012年5月10日初版発行（同日発売[93]）、ISBN 978-4-04-886562-3
  - 『デュラララ!!×12』、2013年6月7日初版発行（同日発売[94]）、ISBN 978-4-04-886562-3
  - 『デュラララ!!×13』、2014年1月10日初版発行（同日発売[95]）、ISBN 978-4-04-866217-8
  - 『デュラララ!! 外伝!?』、2014年8月9日初版発行（同日発売[96]）、ISBN 978-4-04-866830-9

#### 続編
- 成田良悟（著）・ヤスダスズヒト（イラスト）、KADOKAWA〈電撃文庫〉、既刊4巻（2016年2月10日現在）
  - 『デュラララ!!SH』、2014年4月10日初版発行（同日発売[97]）、ISBN 978-4-04-866486-8
  - 『デュラララ!!SH×2』、2014年10月10日初版発行（同日発売[98]）、ISBN 978-4-04-869008-9
  - 『デュラララ!!SH×3』、2015年1月10日初版発行（同日発売[99]）、ISBN 978-4-04-869169-7
  - 『デュラララ!!SH×4』、2016年2月10日初版発行（同日発売[100]）、ISBN 978-4-04-865666-5

#### スピンオフ
- 成田良悟（著）・ヤスダスズヒト（イラスト）、KADOKAWA〈電撃文庫〉、既刊2巻（2016年2月10日現在）
  - 『折原臨也と、夕焼けを』2015年7月10日初版発行（同日発売[101]）、ISBN 978-4-04-865243-8
  - 『折原臨也と、喝采を』2016年10月8日初版発行（同日発売[102]）、ISBN 978-4-04-892407-8

#### コラボレーション節
- 木崎ちあき（著）・一色箱（イラスト）・成田良悟（原作・監修）・ヤスダスズヒト（原作キャラクターデザイン） 『デュラララ!!×博多豚骨ラーメンズ』 KADOKAWA〈電撃文庫〉、2016年10月8日初版発行（同日発売[103]）、ISBN 978-4-04-892406-1

### 漫画
特記のない限り原作者は成田良悟、キャラクター原案はヤスダスズヒト。
- 茶鳥木明代（作画） 『デュラララ!!』 スクウェア・エニックス〈GファンタジーコミックスSUPER〉、全4巻
  1. 2009年12月26日初版発行（同日発売[104]）、ISBN 978-4-7575-2765-2
  2. 2010年6月26日初版発行（同日発売[105]）、ISBN 978-4-7575-2921-2
  3. 2010年12月27日初版発行（同日発売[106]）、ISBN 978-4-7575-3109-3
  4. 2011年6月27日初版発行（同日発売[107]）、ISBN 978-4-7575-3276-2
- 茶鳥木明代（作画） 『デュラララ!! 罪歌編』 スクウェア・エニックス〈GファンタジーコミックスSUPER〉、全3巻
  1. 2012年2月27日発売[108]、ISBN 978-4-7575-3516-9
  2. 2012年9月10日発売[109]、ISBN 978-4-7575-3711-8
  3. 2013年3月27日発売[110]、ISBN 978-4-7575-3930-3
- 茶鳥木明代（作画） 『デュラララ!! 黄巾賊編』 スクウェア・エニックス〈GファンタジーコミックスSUPER〉、全3巻
  1. 2013年10月26日発売[111]、ISBN 978-4-7575-4111-5
  2. 2014年5月27日発売[112]、ISBN 978-4-7575-4299-0
  3. 2015年1月27日発売[113]、ISBN 978-4-7575-4545-8
- あおぎり（作画） 『デュラララ!! RE;ダラーズ編』 スクウェア・エニックス〈GファンタジーコミックスSUPER〉、既刊8巻（2022年8月26日現在）
  1. 2015年7月10日発売[114]、ISBN 978-4-7575-4688-2
  2. 2016年2月10日発売[115]、ISBN 978-4-7575-4875-6
  3. 2016年10月27日発売[116]、ISBN 978-4-7575-5113-8
  4. 2017年9月27日発売[117]、ISBN 978-4-7575-5493-1
  5. 2018年12月27日発売[118]、ISBN 978-4-7575-5927-1
  6. 2020年2月27日発売[119]、ISBN 978-4-7575-6538-8
  7. 2021年6月25日発売[120]、ISBN 978-4-7575-7337-6
  8. 2022年8月26日発売[121]、ISBN 978-4-7575-8097-8
- 藤屋いずこ（作画） 『デュラララ!! 3way standoff -alley-』 KADOKAWA〈シルフコミックス〉、全2巻
  1. 2014年3月22日発売[122]、ISBN 978-4-04-866408-0
  2. 2014年10月22日発売[123]、ISBN 978-4-04-866970-2
- 梅津葉子（作画） 『みにでゅら』 KADOKAWA〈電撃コミックスNEXT〉、全4巻
  1. 2014年4月10日発売[124]、ISBN 978-4-04-866498-1
  2. 2015年1月10日発売[125]、ISBN 978-4-04-869160-4
  3. 2015年7月10日発売[126]、ISBN 978-4-04-865314-5
  4. 2016年1月9日発売[127]、ISBN 978-4-04-865636-8
- 藤屋いずこ（作画） 『デュラララ!!Relay』 KADOKAWA〈シルフコミックス〉、全2巻
  1. 2015年3月20日発売[128]、ISBN 978-4-04-869362-2
  2. 2015年12月22日発売[129]、ISBN 978-4-04-865596-5

### 関連書籍
- 『デュラララ!!ノ全テ』2010年7月30日初版発行（同日発売[130]）、ISBN 978-4-04-868793-5
- 『ヤスダスズヒト画集 Shooting Star Bebop Side:デュラララ!!』2011年6月30日発売[131]、ISBN 978-4-04-870173-0
- 『ヤスダスズヒト画集 Shooting Star Dandyism Side:デュラララ!!』2017年4月27日発売[132]、ISBN 978-4-04-892658-4

## テレビアニメ
テレビアニメ第1期『デュラララ!!』が2010年1月から6月まで放送された。テレビアニメ第2期は分割3クールとなっており、第1クール『デュラララ!!×2 承』は2015年1月より3月まで、第2クール『デュラララ!!×2 転』は2015年7月から9月まで、第3クール『デュラララ!!×2 結』は2016年1月から3月までそれぞれ放送された。

## モバイル
『デュラララ!!パズル』
2010年5月15日アスキー・メディアワークスの電撃モバイルにて公開。
『デュラララ!! スライドパズル』
2011年6月22日アスキー・メディアワークスの電撃モバイルFor Androidにて公開。

## コンピューターゲーム
デュラララ!! 3way standoff
2010年9月22日発売のPSP用ソフト。ジャンルは池袋疾走アドベンチャー。
開発は熱中日和、発売元はアスキー・メディアワークス、販売元は角川ゲームス。
2011年8月25日に追加要素を含んだ『デュラララ!! 3way standoff -alley-』が発売。
2014年06月19日にPS Vita用ソフトとして、上記「alley」にミニゲームを加えた『デュラララ!! 3way standoff -alley- V』が発売。
各作品のファミ通の40点満点のクロスレビューは、初期作が25点、「alley」が28点、「alley」の「V」が26点という評価。
デュラララ!! 3way standoff "mob"
2011年11月17日にAndroid端末にサービス開始。配信元はアスキー・メディアワークス。『3way standoff』と世界観を同じくしている。
デュラララ!! Relay
2015年1月29日発売のPS Vita用ソフト。ジャンルは池袋リレイアドベンチャー。発売元は角川ゲームス。
ファミ通の40点満点のクロスレビューは25点という評価。
デュラララ!! the Underside
2015年4月8日にGREEでサービス開始。配信元はKADOKAWA アスキー・メディアワークス。
電撃文庫 FIGHTING CLIMAX
2014年3月18日から稼働しているアーケードゲーム。ジャンルは2D対戦格闘。
開発はエコールソフトウェアとフランスパン、発売元はセガ。
電撃文庫のキャラクターが登場する格闘ゲームで、本作からはプレイヤーキャラクターとして平和島静雄、サポートキャラクターとしてセルティ・ストゥルルソン、折原臨也（家庭用のみ）が登場する。
嫁コレ
2015年5月26日からスマートフォン（iPhone端末・Android端末）向けにボイス付きカードコレクションゲーム嫁コレに参加している。運営はHEROZ。

## イベント
電撃文庫 秋冬の陣 de デュラララヴァーズ in 中野（2010年10月24日開催、中野サンプラザホールE会場）
「電撃文庫 秋冬の陣2010」の第3弾によるイベント。昼夜の2回公演。イベントの模様はDVD化され2011年3月23日アニプレックスにより販売。
電撃文庫 春の祭典2015 de デュラララジカル!!（2015年3月15日開催、秋葉原UDX・特設ステージ）
「電撃文庫 春の祭典2015」のステージイベントの1種。イベントの模様はニコ生で配信された。
『デュラララ!!』TVアニメ15周年＆文庫20周年企画「デュラララ!!×2 池袋狂想曲」
- 第1弾 アニメイト池袋本店コラボ企画 ONLY SHOP（2025年1月11日 - 2月2日開催、アニメイト池袋本店 7階 animate ONLY SHOP SOUTH）
- 第2弾 デジタルスタンプラリー（2025年2月1日 - 3月31日開催、豊島区）
- 第3弾 国際興業バス コラボラッピングバス（2025年2月1日 - 3月31日運行、サンシャインシティ南 - 江古田二又区間）

## 舞台
2019年9月、舞台化が発表された。
『舞台「デュラララ!!」〜円首方足の章〜』のタイトルで、2020年4月10日から18日まで東京・日本青年館、4月24日から26日まで愛知・常滑市民文化会館、5月1日から6日まで大阪・COOL JAPAN PARK OSAKA WWホールにて上演される予定であったが、新型コロナウイルスの感染拡大防止のため公演中止。新たな日程は2021年8月1日から7日まで東京・日本青年館、13日から15日まで愛知・名古屋文理大学文化フォーラム 大ホール（13日は中止）、20日から22日まで大阪・COOL JAPAN PARK OSAKA WWホール。

### スタッフ（舞台）
- 原作 - 成田良悟「デュラララ!!」（電撃文庫）[140]
- 原作イラスト - ヤスダスズヒト[140]
- 演出 - 毛利亘宏[140]
- 脚本 - 高木登[140]

### キャスト（舞台）
- 竜ヶ峰帝人 - 橋本祥平[140]
- 紀田正臣 - 杉江大志[140]
- 園原杏里 - 福島雪菜[140]
- セルティ・ストゥルルソン - 佐野夏未[140] / 沢城みゆき（声の出演）[140]
- 岸谷新羅 - 安西慎太郎[140]
- 門田京平 - 君沢ユウキ[140]
- 遊馬崎ウォーカー - 大谷誠[140]
- 狩沢絵理華 - 田上真里奈[140]
- 渡草三郎 - 影山達也[140]
- 矢霧波江 - 夢月せら[140]
- 矢霧誠二 - 吉高志音[140]
- 張間美香 - 髙石あかり[140] 南由樹[141]（日程変更に伴うキャスト変更）
- サイモン・ブレジネフ - 髙木俊[140] 磯貝龍乎[141] （日程変更に伴うキャスト変更）
- 折原臨也 - 和田雅成[140] 猪野広樹[141] （日程変更に伴うキャスト変更）
- 平和島静雄 - 伊万里有[140]